# Stenocereus fimbriatus
Stenocereus fimbriatus là một loài thực vật có hoa trong họ Cactaceae. Loài này được (Lam.) Lourteig miêu tả khoa học đầu tiên năm 1991.